# محمد سعيد العباسي
محمد سعيد العباسي ، شاعر سوداني بارز يعتبر باعث نهضة الشعر الحديث في السودان.

## ميلاده
ولد العباسي بمنطقة النيل الأبيض عام 1881م في قرية عراديب ود نور الدايم الواقعة في منطقة النيل الأبيض ، بالسودان.

## نسبه
هو محمد سعيد بن الشيخ محمد شريف بن الشيخ نور الدائم بن الشيخ أحمد الطيب مؤسس الطريقة السمانية بالسودان، ويعد واحد من أبرز أقطاب التصوف في السودان. ووالده الشيخ محمد شريف نور الدائم كان خليفة للطريقة السمانية وزعيما طائفيا كبيرا تتلمذ على يديه كثير من الأئمة والعلماء بالسودان، فقد كان أستاذا للإمام محمد أحمد المهدي زعيم الثورة المهدية في السودان.

## تعليمه
تنقل العباسي في صباه بين عدد من الخلاوي في السودان، فحفظ القرآن ودرس شيئا من العلوم الدينية و قواعد اللغة العربية. ثم التحق بالمدرسة الحربية بمصر، لكنه لم يكمل دراسته بها، فقد تركها بعد عامين من التحاقه بها. وفي ذلك يقول العباسي في مقدمة ديوانه: «بعد سنتين من انتظامي بها استعفيت لأني رأيت أن لا أمل في الترقي وإن كنت أول الناجحين في الامتحانات. والسبب فيهأان نظام الترقي للسودانيين هو بالأقدمية لا بالتفوق العلمي كنظام التلامذة المصريين».

## سيرته الأدبية
نشأت بين العباسي وأستاذه الشيخ عثمان زناتي، مدرس اللغة العربية بالكلية الحربية علاقة روحية عظيمة أثرت بشكل كبير في تكوينه الأدبي. فقد لاحظ الشيخ عثمان إلمام تلميذه العباسي بعلم النحو والعروض وحفظه للقرآن الكريم، فقرّبه إليه من دون بقية التلاميذ. وعندما توفي الزناتي رثاه العباسي بقصيدة.
وبعد عودته من مصر إلى السودان إتجه العباسي نحو دراسة كتب الفقه والأدب على يد والده الأستاذ محمد شريف، ثم رجع مرة أخرى إلى مصر عام 1906 م، برفقة والده لتلقى المزيد من العلم.
ارتبط العباسي من خلال قصائده بهموم وقضايا الوطن العربي والإسلامي. ففي قصيدته الرائية المسماة بالطرابلسية عبّر عن غيرته على الإسلام والمسلمين حينما اعتدى الطليان على طرابلس الغرب،

فقال:
إذا ضاق ذرع المرء مما ينوبه
فليس له إلا المهندة البتر
فما رجل الدنيا سوى من يعدها لنجدته إن مسه حادث نكر
ألا يا بني الإسلام هذا حماكمو
وهذاك نور الحق في ضوئه فاسروا
كتب الشاعر محمد سعيد العباسي مقالتين، هما: 

## اسلوبه في الشعر
نظم العباسي شعره على الموزون المقفى وجدد في موضوعاته، محافظًا على قوة السبك وجزالة اللغة مستمدًا صوره من بيئة الشعر القديم، غير أنه خاض موضوعات عصره التي ارتبط أكثرها بتجربته الروحية والوطنية ولا سيما قضايا السودان، وفي شعره مسحة ذاتية فجاءت تجربته مزجًا بين روافد عدة تجمع بين الأصالة والمعاصرة كشأن رواد التجديد.و تتجلى علاقاته الإنسانية صافية مفعمة بالحنين في مراثيه، كما في مراسلاته، وذكرياته.
وينطلق فن العباسي وأدبه من أماديدَ دينية عميقة الجذور في التصوف، كما يستمد قوته من لغة غذتها مشاهد البادية بمضاربها، ونيرانها، وانتقال الشاعر فيها من ماء إلى ماء، وانتجاعه فيها وتتبعه مساقط المطر، حيث كان كما كان الأولون ينزلون على المدر مثلما ينزلون على الأواجن الطوامي. يقول في قصيدة «يوم التعليم»:
علموا النشء علما يستبين به سبل الحياة وقبل العلم أخلاقا
ويظهر شغف العباسي بالرمز والتكنية بوضوح في شعره، خاصة عندما يوجه نقداً اجتماعياً أو سياسياً متأثرا في ذلك بالشعر الصوفي والأدب الشعبي القصصي في السودان، فهو يقول:
فما بي ظمأ لهذي الكؤوس فطوفي بغيري يا ساقية
على نفر ما أرى همهم كهمي ولا شأنهم شأنيه
طلبت الحياة كما اشتهى وهم لبسوها كما هيه
شروا بالهوان وعيش الأذل ما استمرأوا من يد الطاهية

## دوره في ترقية الشعر
يعتبر العباسي رائدًا لنهضة الشعر في السودان، وعلى رأس حركة الإحياء والبعث، متتبعًا تقاليد الشعر العربي القديم متأثرًا بروح البداوة والفروسية. وهو واحد من أكبر شعراء اللغة العربية المحدثين، أمثال أحمد شوقي ، و محمود سامي البارودي إلا أنه لم يجد حظه من الترويج والدعاية في كثير من الأقطار العربية.

## ديوانه
نشر له ديوان شعر بعنوان «ديوان العباسي» في عام 1948 م،

وأعيد طبعه للمرة الثانية
 متضمنًا قصائد منتقاة من حيث جمالية التعبير وعمف المعاني.

## وفاته
توفي محمد سعيد العباسي في عام 1963م.

## أشعاره
من أشهر قصائده:
- عهد جيرون
- مليط
- رثاء أبي
- يوم التعليم
- سنّار بين القديم والحديث
- ذكريات

## وصلات خارجية
- محمد سعيد العباسي على موقع أرشيف الشارخ.
- معجم البباطين لشعراء اللغة العربية في القرنين التاسع عشر والعشرون :محمد سعيد العباسي
- أدب ..الموسوعة العالمية للشعر العربي:محمد سعيد العباسي
- مملكة الشعر السوداني :محمد سعيد العباسي

| عنوان المقال                      | اسم المجلة | تاريخ العدد  |
| --------------------------------- | ---------- | ------------ |
| من شاعر سوداني إلى أديبة بنانية   | الرسالة    | أكتوبر 1964م |
| الشاعر السوداني محمد سعيد العباسي | الهلال     | أغسطس 1973م  |